# Qingshui (Taizhong)
Qingshui (chiń. upr. 清水区; chiń. trad. 清水區; pinyin Qīngshuǐ qū; Wade-Giles Ch’ing-shui ch’ü) – dzielnica (chiń. 區, qū) w rejonie nadmorskim miasta wydzielonego Taizhong na Tajwanie. 
23 czerwca 2009 komitet przy Ministrze Spraw Wewnętrznych Republiki Chińskiej zarekomendował scalenie dotychczasowego powiatu Taizhong (chiń. trad. 臺中縣; pinyin Táizhōng xiàn) i miasta Taizhong (chiń. trad. 臺中市; pinyin Táizhōng xiàn) w miasto wydzielone (chiń. 直轄市, zhíxiáshì); wszystkie gminy miejskie (chiń. 鎮, zhèn), jak Qingshui, miasta i gminy wiejskie wchodzące w skład powiatu zostały przekształcone w dzielnice (chiń. 區, qū). Ustawa weszła w życie 25 grudnia 2010 roku.
Populacja dzielnicy Qingshui w 2016 roku liczyła 86 350 mieszkańców – 42 007 kobiet i 44 343 mężczyzn. Liczba gospodarstw domowych wynosiła 26 851, co oznacza, że w jednym gospodarstwie zamieszkiwało średnio 3,22 osób.

## Demografia (2011–2016)
| Rok  | Liczba ludności | Gęstość zaludnienia | Kobiety | Mężczyźni | Gospodarstwa domowe |
| ---- | --------------- | ------------------- | ------- | --------- | ------------------- |
| 2011 | 85 629          | 1334                | 41 459  | 44 170    | 25 281              |
| 2012 | 85 734          | 1336                | 41 533  | 44 201    | 25 516              |
| 2013 | 86 061          | 1341                | 41 760  | 44 301    | 25 869              |
| 2014 | 85 957          | 1339                | 41 724  | 44 233    | 26 032              |
| 2015 | 86 146          | 1342                | 41 855  | 44 291    | 26 452              |
| 2016 | 86 350          | 1345                | 42 007  | 44 343    | 26 851              |